# Dieter Keuten
Dieter Keuten (Diest, 25 mei 1988) is een Belgisch Vlaams-nationalistisch politicus voor Vlaams Belang.

## Biografie
Dieter groeide op in Paal, deelgemeente van Beringen. Zijn middelbaar voltooide hij aan het KSD in Dienst met als afstudeerrichting Economie-Moderne Talen. Keuten was er tevens actief als klasverantwoordelijke en voorzitter van de leerlingenraad, nam deel aan buitenlandse uitwisselingsprojecten en het Europees Jongerenparlement. 
Op 19-jarige leeftijd kocht Dieter zijn eerste lidkaart van een politieke partij en sloot hij zich aan bij Lijst Dedecker. In december 2008 werd hij  voorzitter van de Limburgse afdeling van Jong Gezond Verstand, de jongerenafdeling van de partij Lijst Dedecker, en vanaf 2010 was hij nationaal bestuurslid van de jongerenafdeling Jong Libertairen. 
Hogere studies volgde hij aan de Vrije Universiteit Brussel, meer bepaald politieke wetenschappen en toegepaste economische wetenschappen. Tijdens academiejaar 2011-2012 was Keuten voorzitter van de Brusselse afdeling van het Liberaal Vlaams Studentenverbond.
Bij de gemeenteraadsverkiezingen in oktober 2012 stond Dieter Keuten in Beringen op de kieslijst van het lokale project VBLD onder leiding van Bert Schoofs, een lokale lijst bestaande uit Vlaams Belangers, leden van LDD en onafhankelijken. Kort nadien verhuisde hij naar Antwerpen. 
Beroepshalve bouwde Dieter Keuten een carrière op als specialist in online sales en marketing. Hij werkte voor diverse ondernemingen in Antwerpen, Brussel, Parijs en Breda. Van 2022 tot 2024 was Keuten freelance e-commercespecialist voor het bedrijf Kärcher.
Begin 2018 werd Keuten kortstondig actief bij N-VA in Berchem als kandidaat op de lokale lijst voor de districtsraadverkiezingen van oktober 2018. Twee maanden later, in december 2018, verhuisde Dieter Keuten samen met zijn echtgenote naar Tessenderlo, dat begin 2025 opging in Tessenderlo-Ham. Daar werd hij in oktober 2024 verkozen tot gemeenteraadslid. 
In 2023 sloot Keuten zich aan bij Vlaams Belang. Op 9 juni 2024 werd hij vanop de derde plaats van de federale VB-lijst in Limburg verkozen in de Kamer van volksvertegenwoordigers. Keuten werd er vast lid van de commissie Economie, Consumentenbescherming en Digitalisering en ondervoorzitter van het Adviescomité voor Wetenschappelijke en Technologische Vraagstukken.